# Tabidia flexulalis
Tabidia flexulalis is een vlinder van de familie van de grasmotten (Crambidae). De wetenschappelijke naam van deze soort is voor het eerst voorgesteld door Pieter Snellen in een publicatie uit 1899.
De soort komt voor in Papoea-Nieuw-Guinea en is voor het eerst ontdekt op Samarai.